# امامزاده سیدنورالدین احمد
امامزاده سیدنورالدین احمد، روستایی از توابع بخش عقدا شهرستان اردکان در استان یزد ایران است.

## جمعیت
این روستا در دهستان عقدا قرار دارد و براساس سرشماری مرکز آمار ایران در سال ۱۳۸۵، جمعیت آن زیر سه خانوار بوده‌است.